# Grimsby
Grimsby er en havneby i Lincolnshire, England. Den er administrationscenter for North East Lincolnshire. Grimsby er vokset sammen med nabobyen Cleethorpes mod sydøst, og danner en samlet konurbation. Grimsby ligger omkring 72 km nordøst for Lincoln, 53 km syd-sydøst for Hull (via Humber Bridge), 45 km sydøst for Scunthorpe, 80 km øst for Doncaster og 130 km sydøst for Leeds. I 2021 havde byen et indbyggertal på 86.138. Grimsby er den næststørste by i Lincolnshire efter Lincoln.
Grimsby vartegn og attraktioner inkluderer Grimsby Minster, Port of Grimsby, Cleethorpes Beach og Grimsby Fishing Heritage Centre. Grimsby var tidligere stedet for verdens største fiskeriflåde i midten af 1900-tallet, men fiskeri er siden blevet reduceret kraftigt. Torskekrigen fratog Storbritannien adgang til fiskeri i Islands farvande, og EU brugte den fælles fiskeripolitik til at fordele fiskekvoterne til andre europæiske lande i farvandende omkring Storbritannien indtil 370 km fra kysten. Grimsby led af postindistruel nedgang, ligesom de fleste andre industribyer i Storbritannien.
Madproduktion er steget i Grimsby siden 1990'erne. Grimsby–Cleethorpes-byområdet fungerer som kulturelt og økonomisk centrum for store dele af det nordøstlige Lincolnshire. Personer fra Grimsby kaldes Grimbarians. Begrebet codhead bruges også i spøg, ofte om fodboldfans. Grimsby er hjemby for fodboldklubben Grimsby Town F.C.
Great Grimsby Day fejres 22. januar.
Det er fødeby for blandt andet komikeren Freddie Frinton.